# Wires and Sparks
Wires and Sparks – czwarty studyjny album polskiej piosenkarki Pati Yang, wydany 17 maja 2011 roku nakładem EMI Music Poland. Pierwszym singlem promującym album był "Near to God". Utwory charakteryzują się elektronicznym brzmieniem.

## Lista utworów
1. "Let It Go" – 4:30
2. "Near to God" – 4:16
3. "Hold Your Horses" – 4:40
4. "Kiss It Better" – 4:39
5. "Breaking Waves" – 4:52
6. "Revolution Baby" – 4:48
7. "Darling" – 5:10
8. "Take a While" – 5:59
9. "Wires and Sparks" – 4:40
10. "Fold" – 5:31[5]

## Pozycje na listach
| Lista | Kraj   | Pozycja |
| ----- | ------ | ------- |
| OLiS  | Polska | 38      |